# Лиманівська сільська рада (Вітовський район)
Лима́нівська сільська́ ра́да — адміністративно-територіальна одиниця та орган місцевого самоврядування у Вітовському районі Миколаївської області. Адміністративний центр — село Лимани.

## Загальні відомості
- Населення ради: 3 422 особи (станом на 2001 рік)

## Населені пункти
Сільській раді підпорядковані населені пункти:
- с. Лимани
- с. Лупареве

## Склад ради
Рада складалася з 26 депутатів та голови.
- Голова ради: Панашій Наталія Федорівна
- Секретар ради: Колісніченко Ольга Василівна

### Керівний склад попередніх скликань
| Прізвище, ім'я, по батькові | Основні відомості                                                         | Дата обрання | Дата звільнення |
| --------------------------- | ------------------------------------------------------------------------- | ------------ | --------------- |
| Жилін Андрій Іванович       | Сільський голова, 1964 року народження                                    | 26.03.2006   | 31.10.2010      |
| Панашій Наталія Федорівна   | Сільський голова, 1968 року народження, освіта вища, член Партії регіонів | 31.10.2010   |                 |

Примітка: таблиця складена за даними сайту Верховної Ради України

### Депутати
За результатами місцевих виборів 2010 року депутатами ради стали:

#### За суб'єктами висування
| Суб'єкт висування | Кількість обраних депутатів | %    |
| ----------------- | --------------------------- | ---- |
| Самовисування     | 14                          | 53,8 |
| Партія регіонів   | 12                          | 46,2 |

#### За округами
| № округу        | Прізвище, ім'я, по батькові     | Дата визнання обраним | Освіта  | Партійна приналежність | Відомості про обраного депутата                         |
| --------------- | ------------------------------- | --------------------- | ------- | ---------------------- | ------------------------------------------------------- |
| Партія регіонів |                                 |                       |         |                        |                                                         |
| 4               | Колисниченко Ольга Василівна    | 05.11.2010            | вища    | позапартійна           | Лиманівська сільська рада, секретар                     |
| 9               | Вербина Володимир Іванович      | 05.11.2010            | середня | позапартійний          | Фермерське господарство «Істок», фермер                 |
| 10              | Пелипас Оксана Вікторівна       | 05.11.2010            | вища    | позапартійна           | Лиманівська сільська рада, бухгалтер                    |
| 18              | Яндров В'ячеслав Якович         | 05.11.2010            | середня | позапартійний          | Єдині комунальні системи, слюсар                        |
| 19              | Орленко Леонід Олександрович    | 05.11.2010            | вища    | позапартійний          | приватний підприємець                                   |
| 20              | Борисенко Сергій Григорович     | 05.11.2010            | вища    | позапартійний          | приватний підприємець                                   |
| 21              | Левченко Сергій Сергійович      | 05.11.2010            | вища    | позапартійний          | приватний підприємець                                   |
| 22              | Баранова Алла Петрівна          | 05.11.2010            | вища    | позапартійна           | тимчасово не працює                                     |
| 23              | Маковей Леонід Васильович       | 05.11.2010            | середня | позапартійний          | тимчасово не працює                                     |
| 24              | Маринець Надія Семенівна        | 05.11.2010            | вища    | позапартійна           | Лупарівський ДНЗ, вихователь                            |
| 25              | Шепель Ольга Федорівна          | 05.11.2010            | вища    | позапартійна           | Лупарівська загальноосвітня школа І-ІІІ ст., вчитель    |
| 26              | Цацук Василь Васильович         | 05.11.2010            | середня | позапартійний          | Миколаївський Глиноземний завод, слюсар                 |
| Самовисування   |                                 |                       |         |                        |                                                         |
| 1               | Риндунік Ніна Михайлівна        | 05.11.2010            | середня | позапартійна           | ПП Булкін, буфетник                                     |
| 2               | Пряженко Олексій Володимирович  | 05.11.2010            | середня | позапартійний          | Лупарівський психоневрологічний інтернат, водій         |
| 3               | Гостева Олена Григорівна        | 05.11.2010            | середня | позапартійна           | тимчасово не працює                                     |
| 5               | Жидик Алла Василівна            | 05.11.2010            | середня | позапартійна           | Лиманівська загальноосвітня школа І-ІІІ ст., вчитель    |
| 6               | Гриник Володимир Павлович       | 15.11.2010            | середня | позапартійний          | тимчасово не працює                                     |
| 7               | Вітвіцька Тетяна Володимирівна  | 05.11.2010            | вища    | позапартійна           | Галицинівська загальноосвітня школа І-ІІІ ст., директор |
| 8               | Горбатков Олександр Миколайович | 27.12.2010            | середня | позапартійний          | тимчасово не працює                                     |
| 11              | Кобилюх Ярослав Михайлович      | 05.11.2010            | вища    | позапартійний          | приватний підприємець                                   |
| 12              | Семенов Андрій Анатолійович     | 05.11.2010            | вища    | позапартійний          | Миколаївський господарчий суд, помічник судді           |
| 13              | Шепель Василь Васильович        | 05.11.2010            | середня | позапартійний          | тимчасово не працює                                     |
| 14              | Колісніченко Анатолій Юхимович  | 05.11.2010            | вища    | позапартійний          | Фермерське господарство « Світлана-2», фермер           |
| 15              | Грачаний Антон Олександрович    | 05.11.2010            | середня | позапартійний          | Спеціалізований морський порт « Октябрьськ», водій      |
| 16              | Купальцева Лариса Феодосіївна   | 05.11.2010            | середня | позапартійна           | тимчасово не працює                                     |
| 17              | Штапенко Леонід Михайлович      | 05.11.2010            | середня | позапартійний          | Лупарівський психоневрологічний інтернат, тракторист    |

## Населення
Згідно з переписом УРСР 1989 року чисельність наявного населення села становила 5501 особа, з яких 2676 чоловіків та 2825 жінок.
За переписом населення України 2001 року в селі мешкало 3407 осіб.

### Мова
Розподіл населення за рідною мовою за даними перепису 2001 року:
| Мова       | Відсоток |
| ---------- | -------- |
| українська | 89,98 %  |
| російська  | 9,29 %   |
| вірменська | 0,38 %   |
| польська   | 0,09 %   |
| грецька    | 0,06 %   |
| молдовська | 0,06 %   |
| болгарська | 0,03 %   |